# Kościół św. Wincentego à Paulo w Marsylii
Kościół św. Wincentego à Paulo (potocznie Kościół Reformatorski) – rzymskokatolicki kościół parafialny we francuskim mieście Marsylia.

## Historia
W 1611 roku na miejscu obecnego kościoła wzniesiona została kaplica, należąca do zakonu augustianów reformatorów, pod wezwaniem św. Mikołaja z Tolentino. 22 kwietnia 1855 roku biskup Eugène de Mazenod wmurował kamień węgielny pod budowę świątyni, która trwała do 1886 wg projektu François Reybauda. Ze względu na użycie złego materiału, ozdoby na świątyni się odłamywały oraz spadały na chodniki, w wyniku czego zdemontowano je 1933 roku. W 1998 roku w jednej z wież zamontowano cztery dzwony kurantowe, a rok później w kościele zainstalowano nowy ołtarz główny. W 2014 roku jest wpisany na listę pomników historii. Od 2019 roku trwa renowacja kościoła.

## Architektura
Świątynia trójnawowa, neogotycka. Wieże kościoła mają wysokość 70 metrów. 